# 남송 광종
송 광종(宋 光宗, 1147년 9월 30일(음력 9월 4일) ~ 1200년 9월 17일(음력 8월 8일))은 남송의 제3대 황제(재위 : 1189년 ~ 1194년)이다. 휘는 돈(惇)이다. 절일은 중명절(重明節)이다. 효종의 아들이다.

## 생애
조돈은 효종의 셋째아들이었는데, 장남 장문태자가 요절하자 평소 조돈을 총애했던 효종은 셋째아들을 태자로 삼았다. 그러나 태상황인 조부 고종과 아버지 효종이 건재하고 있었기 때문에 조돈은 좀처럼 황제가 되지 못한 채 세월을 보냈다.
1187년 고종이 세상을 떠나고 3년상을 치른 효종은 1189년 퇴위하여 상황이 되었고, 비로소 조돈이 마흔 살을 넘긴 나이로 광종으로 즉위하였다. 광종은 점차 주색과 향락에 빠져 효종이 비축해 온 재물을 탕진하였고 태상황이 된 아버지 효종을 극진히 섬기지 않았다. 또한 광종은 아버지와는 다르게 우둔하였기에 황후 이씨의 말밖에는 듣지 않았고, 시아버지와 사이가 좋지 않았던 이씨는 광종과 효종 사이를 이간질했다. 특히 광종은 태자 책봉 문제를 둘러싸고 효종과 대립했는데, 광종은 효종이 자신의 아들 조확이 아닌 조카 가국공에게 제위를 넘겨주려 한다고 의심하였다. 부자의 사이는 점점 더 멀어져갔고 광종은 효종의 생일에도 아버지의 처소를 찾지 않아 효종은 아들을 그리워하다 병이 들었다. 그러나 심질(心疾: 정신병)을 앓고 있었던 광종은 병을 핑계로 효종의 문안을 가지 않았고, 효종이 자신을 폐위시키려 한다는 의심이 점점 커져 주위의 권유에도 효종을 만나려 하지 않았다. 이로 인해 나라 안팎에서는 광종을 비난하는 목소리가 높아졌다. 효종을 문안하러 가겠다고 발표하고 다시 이를 취소하는 일이 잦아지자 대신들과 백성들도 광종의 행동에 분노했다. 이윽고 효종이 죽은 뒤에도 광종은 효종의 죽음을 믿지 않아 상을 치르려 하지 않고 후궁으로 향했다. 광종의 아들 조확도 울면서 상을 치를 것을 권했으나 광종은 듣지 않았다. 황제에 불만을 품은 종친 출신의 재상 조여우(趙汝愚), 한탁주 등은 태황태후(헌성자열황후)와 의논하여 광종을 퇴위시켰고, 아들인 조확이 1194년 영종으로 즉위하였다.

## 일화
- 태자 시절 좀처럼 퇴위할 생각을 하지 않는 효종 때문에 마음이 조급해진 광종은 아버지에게 자신의 수염이 하얗게 세었다고 말하며 암시를 주었다. 또한 태황태후(헌성자열황후)에게 희귀한 음식을 바치며 정성을 다해 모셨고, 그의 마음을 헤아린 태황태후는 효종에게 양위를 하는 것이 어떻겠냐고 제안했다. 효종이 태자가 아직 어려 양위를 하지 못한다고 대답하자 광종은 두건을 벗어 자신의 흰 머리를 보이며 "머리가 이렇게 흰데 어리다니요?" 하고 말했다.[7]
- 광종은 즉위한 이후로 아버지 효종과 사이가 좋지 않았다. 한번은 광종이 신하들과 꽃구경을 하며 술을 마시는데 태상황(효종)을 청해서 함께 해야 옳다는 상주서가 올라오자 광종은 크게 화를 냈다. 또 효종이 아들에게 술과 잔을 보내자 광종은 더욱 화를 내며 술잔을 떨어뜨렸다.[2]

## 재상
| 순서 | 이름            | 재임기간        | 칭호                            | 자(字)      | 봉호            | 시호        |
| ---- | --------------- | --------------- | ------------------------------- | ----------- | --------------- | ----------- |
| 1    | 주필대 (周必大) | 1189년          | 좌승상(左丞相)                  | 자충 (子充) | 익국공 (益國公) | 문충 (文忠) |
| 2    | 유정 (留正)     | 1189년 ~ 1194년 | 우승상(右丞相) ↓ 좌승상(左丞相) | 중지 (仲至) | 위국공 (魏國公) | 충선 (忠宣) |
| 3    | 갈필 (葛邲)     | 1193년 ~ 1194년 | 우승상(右丞相)                  | 초보 (楚輔) | -               | 문정 (文定) |

## 존호, 시호, 묘호
존호는 태상황으로 물러난 직후인 1194년 7월에 성안수인태상황제(聖安壽仁太上皇帝)라는 존호를 받았다.
사후 시호는 헌인성철자효황제(憲仁聖哲慈孝皇帝)이며, 영종 때인 1203년에 순도헌인명공무덕온문순무성철자효황제(循道憲仁明功茂德溫文順武聖哲慈孝皇帝)로 추시하였다. 묘호는 광종(光宗)이며, 능은 영숭릉(永崇陵)이다.

## 가족관계

### 조부모와 부모
- 조부 : 수안희왕(秀安僖王) 조자칭(趙子偁)
- 조모 : 수안희왕부인(秀安僖王夫人) 장씨(長氏)
- 부친 : 효종(孝宗) 성효황제(成孝皇帝) 조신(趙昚)
- 모친 : 성목황후(成穆皇后) 곽씨(郭氏)

### 황후와 후궁
| 봉호       | 시호                | 이름(성씨)     | 별칭  | 재위년도        | 생몰년도        | 국구(장인/장모)                                                 | 능묘            | 비고 |
| ---------- | ------------------- | -------------- | ----- | --------------- | --------------- | --------------------------------------------------------------- | --------------- | ---- |
| 황후(皇后) | 자의황후 (慈懿皇后) | 이봉낭(李鳳娘) | [ 8 ] | 1189년 ~ 1194년 | 1144년 ~ 1200년 | 복충의왕(福忠毅王) 이도(李道) 진위국부인(秦魏國夫人) 장씨(張氏) | 영숭릉 (永崇陵) |      |

### 후궁
| 봉호       | 시호 | 이름(성씨) | 별칭                                          | 생몰년도   | 비고 |
| ---------- | ---- | ---------- | --------------------------------------------- | ---------- | ---- |
| 귀비(貴妃) |      | 황씨(黃氏) | 화의군부인(和義郡夫人)                        | ? ~ 1191년 |      |
| 귀비(貴妃) |      | 장씨(張氏) | 영가군부인(永嘉郡夫人) 동안군부인(同安郡夫人) |            |      |
| 첩여(婕妤) |      | 부씨(符氏) | 영녕군부인(永寧郡夫人)                        |            |      |

### 황자
| - | 봉호           | 시호 | 이름       | 생몰년도        | 생모          | 별칭                                         | 비고                  |
| - | -------------- | ---- | ---------- | --------------- | ------------- | -------------------------------------------- | --------------------- |
| 1 |                |      | 조정(趙挺) |                 | 자의황후 이씨 | 장보령군절도사(長保寧軍節度使)               | 조졸함.               |
| 2 | 황태자(皇太子) |      | 조확(趙擴) | 1168년 ~ 1224년 | 자의황후 이씨 | 영국공(英國公) 평양군왕(平陽郡王) 가왕(嘉王) | 남송 제4대 황제 영종. |

### 황녀
| - | 봉호               | 시호 | 이름 | 생몰년도 | 생모 | 별칭 | 비고    |
| - | ------------------ | ---- | ---- | -------- | ---- | ---- | ------- |
| 1 | 문안공주(文安公主) |      |      |          |      |      | 조졸함. |
| 2 | 화정공주(和政公主) |      |      |          |      |      | 조졸함. |
| 3 | 제안공주(齊安公主) |      |      |          |      |      | 조졸함. |

## 기년
| 광종        | 원년            | 2년        | 3년        | 4년        | 5년        |
| ----------- | --------------- | ---------- | ---------- | ---------- | ---------- |
| 서력 (西曆) | 1190년          | 1191년     | 1192년     | 1193년     | 1194년     |
| 간지 (干支) | 경술(庚戌)      | 신해(辛亥) | 임자(壬子) | 계축(癸丑) | 갑인(甲寅) |
| 연호 (年號) | 소희(紹熙) 원년 | 2년        | 3년        | 4년        | 5년        |

## 같이 보기
- 송나라의 황제
- 송나라의 경제